# Сплюшка серамська
Сплюшка серамська (Otus magicus) — вид совоподібних птахів родини совових (Strigidae). Ендемік Індонезії.

## Опис

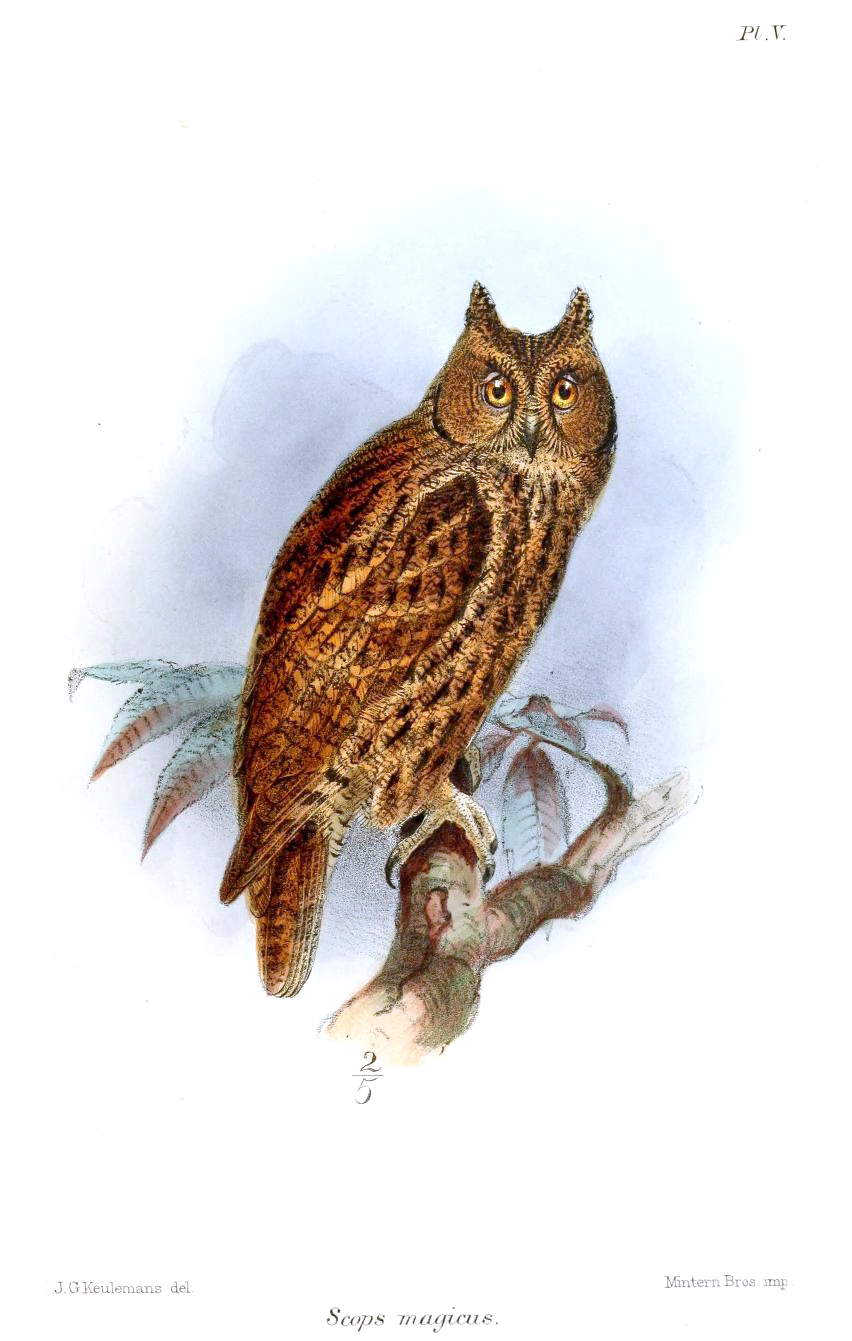
Серамська сплюшка (підвид O. m. magicus)

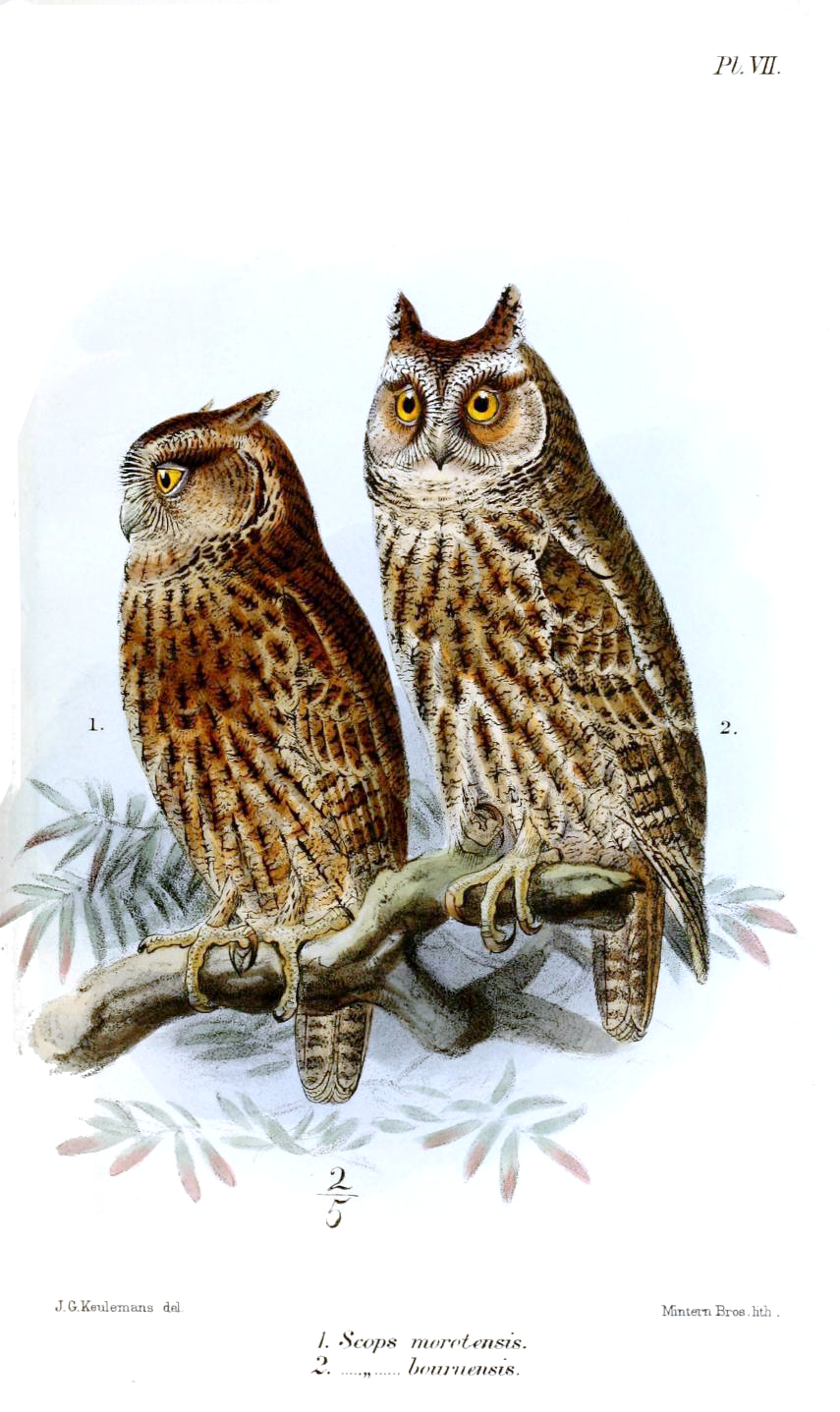
Серамські сплюшки (підвиди O. m. morotensis і O. m. bouruensis)

Довжина птаха становить 23-25 см, вага 114-165 г. Забарвлення сильно різниться залежно від підвиду і може бути коричневими, охристими, рудувато-коричневими, сірувато-коричневими або бурим, більш або менш смугастим. На плечах світла смуга. Нижня частина тіла плямисті, поцяткована темними смужками, пера на ній мають чорні стрижні. На голові короткі пір'яні "вуха", очі жовті, дзьоб світло-жовтувато-сірий, лапи оперені, сірувато-коричневі.

## Підвиди
Виділяють сім підвидів:
- O. m. kalidupae (Hartert, EJO, 1903) — острів Каледупа[id] (острови Тукангбесі на південний схід від Сулавесі);
- O. m. morotensis (Sharpe, 1875) — острів Моротай[en] (північні Молуккські острови);
- O. m. leucospilus (Gray, GR, 1861) — острови Хальмахера, Тернате, Касірута і Бачан (північні Молуккські острови);
- O. m. obira Jany, 1955 — острови Обі[en] (північ центральних Молуккських островів);
- O. m. bouruensis (Sharpe, 1875) — острів Буру (захід центральних Молуккських островів);
- O. m. magicus (Müller, S, 1841) — острови Серам і Амбон (схід центральних Молуккських островів);
- O. m. albiventris (Sharpe, 1875) — острови Сумбава, Комодо, Флорес і Лембата[en] (західні та центральні Малі Зондські острови).

Otus tempestatis раніше вважався підвидом серамської сплюшки, однак був визнаний окремим видом.

## Поширення і екологія
Серамські сплюшки живуть у вологих рівнинних і заболочених тропічних лісах, на плантаціях і в садах, на висоті до 900 м над рівнем моря. Живляться комахами.